# Eudryas assimilis
Eudryas assimilis är en fjärilsart som beskrevs av Jean Baptiste Boisduval 1874. Eudryas assimilis ingår i släktet Eudryas och familjen nattflyn. Inga underarter finns listade i Catalogue of Life.